# Championnats de France d'athlétisme 2000
Navigation
Championnats 1999 Championnats 2001
Les Championnats de France d'athlétisme « Élite » 2000 ont eu lieu du 4 au 6 août 2000 au Stade Charles-Ehrmann de Nice.

## Palmarès
| Discipline        | Hommes            | Hommes         | Femmes                 | Femmes         |
| ----------------- | ----------------- | -------------- | ---------------------- | -------------- |
| 100 m             | David Patros      | 10 s 48        | Christine Arron        | 11 s 32        |
| 200 m             | Christophe Cheval | 20 s 66        | Muriel Hurtis          | 22 s 99        |
| 400 m             | Ibrahima Wade     | 45 s 28        | Marie-Louise Bevis     | 51 s 74        |
| 800 m             | David Divad       | 1 min 48 s 29  | Laetitia Valdonado     | 2 min 01 s 24  |
| 1 500 m           | Driss Maazouzi    | 3 min 42 s 16  | Yamna Belkacem         | 4 min 12 s 26  |
| 5 000 m           | Driss El Himer    | 13 min 28 s 13 | Fatima Yvelain         | 16 min 04 s 88 |
| 10 000 m          | -                 | -              | Rakiya Quétier-Maraoui | 31 min 56 s 01 |
| 20 km marche      | Denis Langlois    | 1 h 23 min 20  | -                      | -              |
| 50 km marche      | Sylvain Caudron   | 3 h 52 min 27  | -                      | -              |
| 100 m haies       | -                 | -              | Nicole Ramalalanirina  | 13 s 06        |
| 110 m haies       | Sébastien Denis   | 13 s 85        | -                      | -              |
| 400 m haies       | David Kafka       | 50 s 01        | Olivia Abderrhamanne   | 58 s 11        |
| 3 000 m steeple   | Mohamed Bélabbès  | 8 min 26 s 08  | Céline Rajot           | 10 min 04 s 85 |
| Saut en longueur  | Cheikh Touré      | 8,43 m         | Aurélie Félix          | 6,62 m         |
| Triple saut       | Jimmy Gabriel     | 16,68 m        | Sandrine Domain        | 13,77 m        |
| Saut en hauteur   | Dieudonné Opota   | 2,18 m         | Gaëlle Niaré           | 1,82 m         |
| Saut à la perche  | Romain Mesnil     | 5,75 m         | Caroline Ammel         | 4,30 m         |
| Lancer du poids   | Yves Niaré        | 19,00 m        | Laurence Manfredi      | 17,56 m        |
| Lancer du disque  | Jean-Claude Retel | 62,01 m        | Mélina Robert-Michon   | 61,23 m        |
| Lancer du marteau | David Chaussinand | 77,38 m        | Manuela Montebrun      | 67,90 m        |
| Lancer du javelot | Laurent Dorique   | 78,86 m        | Bina Ramesh            | 57,03 m        |
| Décathlon         | Laurent Hernu     | 8 178 pts      | -                      | -              |
| Heptathlon        | -                 | -              | Nathalie Teppe         | 6 214 pts      |